# Теодосій Гологанов
Митрополит Скопський Теодосій Гологанов (7 січня 1846, Тарліс, Егейська Македонія - 1 лютого 1926, Софія, Болгарія) - македонський національний діяч, митрополит, прибічник відновлення Охридської архієпископії і створення македонської національної держави. 

## Життя і діяльність
Народився в селі Трліс, що неподалік міста Серрес, в 1846 році. Його мирське ім'я - Васил Гологанов. Першу грамотність отримав у свого батька Ілії, який був попом. В 1860 році Василь був відправлений у монастир „Св. Іоанна Хрестителя“ у Серрес. Через чотири роки після вступу в монастир Теодосій був висвячений митрополитом Прокопієм у монахи (1864) і призначений настоятелем невеликого монастиря, а також продовжував свою освіту в Серреській класичній гімназії. У 1865 році Теодосій активно приєднується до національного руху через боротьбу за відкриття шкіл і заміну грецької мови на церковнослов'янську у богослужіннях. Пізніше Теодосій відправився в Пловдив, де був призначений ефимереєм церкви „Св. Богородиці“, а потім настоятелем Кричимського монастиря „Св. Цілителя“ (1869-1873).
У 1873 році Теодосій був посланий в Пловдивський церковний муніципалітет у Серезі.
У 1887 році Теодосій зв'язався через Коста Групчева і Наума Евро з Таємним македонським комітетом у Софії. Таємний македонський комітет був заснований македонськими інтелектуалами, які мали свою програму, що підтримувала вигнання болгарських священиків і вчителів із Македонії.
Митрополит Теодосій Гологанов негативно сприймав впливи іноземної пропаганди в Македонії і небезпеку для македонської національної індивідуальності.
Митрополит виступав проти болгарської пропаганди і вживав чіткі заходи. Зокрема, відсторонив директора скопської школи Антона Наследнікова, тому що він був болгарином.
Митрополит Теодосій справив великий вплив на молоду македонську інтелігенцію і сприяв загостренню національних почуттів серед македонської громадськості.

## Наукова праця
Теодосій Гологанов з 1910 року був членом Болгарського літературного товариства. Упродовж свого життя він брав участь у виданні наукових праць і перекладі книг релігійно-філософської тематики на болгарську мову. Його роботи: 
- «Посібник з шлюбу для православного священика» („Упатство на православниот свештеник за бракот“),
- «Два повчальні трактати про людську душу і Бога» („Два поучни трактата за човековата душа и за Бога“),
- «Малий архієрейський молитовник» („Мал архиерејски молитвословник“),
- «Енеїда, Буколіки і Георгіки Вергілія» („Енеидата, Буколиките и Георгиките од Вергилија“),
- «Короткий посібник з обов'язків священика» („Кратко раководство за должностите на свештеникот“) і
- «Умови Епіктета або правила для мирного життя» („Правилник на Епиктета или правила за спокоен живот“).

Перекладні книги: «Походження людини і гармонія між християнством і наукою» („Потеклото на човекот и хармонијата меѓу христијанството и науката“) грецького філософа І. Скалцуні, «Втрачений рай» („Загубениот рај“) Джона Мілтона, «Мученики або перемога християнської релігії» („Мачениците или победата на христијанската религија“) Шатобріана, «Життя Ісуса Христа» („Животот на Исус Христос“) Ф. В. Фаррара і «Повернутий рай» („Придобиениот рај“) Мілтона.